# Campionato Under-19 (calcio a 5)
Il Campionato regionale Under-19 è una competizione calcettistica giovanile. È organizzata dalla Divisione Calcio a 5 e riservata ai ragazzi che non abbiano ancora compiuto il 20º anno di età nell'anno di inizio della stagione sportiva. Il torneo si articola in diversi regionali ognuno dei quali esprime la formazioni che prenderà parte alla fase nazionale ad eliminazione diretta. La prima edizione, giocata nella stagione 1985-86, è stata vinta dal Marino. A seguito della riforma dei campionati giovanili a partire dalla stagione 2017-18 viene disputato da tutte le squadre che giocano nei campionati regionali, venendo affiancato al Campionato nazionale Under-19.

## Albo d'oro

### Juniores
| Stagione  | Vincitore          | Finalista          |
| --------- | ------------------ | ------------------ |
| 1985-1986 | Marino             | Sconosciuta        |
| 1986-1987 | Marino             | Sconosciuta        |
| 1987-1988 | Tevere Remo        | Sconosciuta        |
| 1988-1989 | Non disputato      | Non disputato      |
| 1989-1990 | Villa Aurelia Roma | Sconosciuta        |
| 1990-1991 | Non disputato      | Non disputato      |
| 1991-1992 | BNL Roma           | Sconosciuta        |
| 1992-1993 | Torrino            | Sconosciuta        |
| 1993-1994 | Megara Augusta     | Sconosciuta        |
| 1994-1995 | Città di Palermo   | Aston Villa Pineto |
| 1995-1996 | Villabate          | BNL Roma           |
| 1996-1997 | Roma RCB           | CUS Chieti         |
| 1997-1998 | Roma RCB           | Ares Siracusa      |
| 1998-1999 | Lazio              | Scudo San Carlo    |
| 1999-2000 | Pianeta Verde      | Villabate          |
| 2000-2001 | Forst Palermo      | Coar Orvieto       |
| 2001-2002 | Megara Augusta     | Arzignano          |
| 2002-2003 | Bramante Seregno   | Megara Augusta     |
| 2003-2004 | Napoli             | Petrarca           |
| 2004-2005 | CLT Terni          | Aosta              |
| 2005-2006 | CLT Terni          | Aosta              |
| 2006-2007 | CLT Terni          | Aosta              |
| 2007-2008 | Aosta              | Megara Augusta     |
| 2008-2009 | Aosta              | Arzignano          |
| 2009-2010 | Lazio              | Miracolo Piceno    |
| 2010-2011 | Napoli Ma.Ma.      | Acireale           |
| 2011-2012 | Napoli             | Canottieri Lazio   |
| 2012-2013 | Pescara            | Fenice             |
| 2013-2014 | Fenice             | Napoli             |
| 2014-2015 | Fenice             | Brillante Torrino  |
| 2015-2016 | Kaos               | Napoli             |
| 2016-2017 | Napoli             | Lazio              |

### Under-19 regionale
| Stagione  | Vincitore                                                        | Finalista                                                        |
| --------- | ---------------------------------------------------------------- | ---------------------------------------------------------------- |
| 2017-2018 | Asti Orange                                                      | Virtus Romanina                                                  |
| 2018-2019 | Futsal Lazio Academy                                             | Urbino C5                                                        |
| 2019-2020 | non terminato a causa della Pandemia di COVID-19 in Italia       | non terminato a causa della Pandemia di COVID-19 in Italia       |
| 2020-2021 | Società che lo hanno richiesto accorpate al campionato nazionale | Società che lo hanno richiesto accorpate al campionato nazionale |
| 2021-2022 | Villaurea                                                        | Italservice                                                      |
| 2022-2023 | Dalia Management                                                 | Pantere Nere Catanzaro                                           |
| 2023-2024 | Villaurea                                                        | Top Five                                                         |